# Anhelo Hernández Ríos
Anhelo Hernández Ríos (Montevideo, 21 de noviembre de 1922 - Montevideo, 11 de marzo de 2010) fue un artista plástico, grabador y profesor uruguayo.

## Biografía
Nació el 21 de noviembre de 1922. Hijo de María Ríos y José Hernández. Cursó primaria y secundaria en la Escuela y Liceo Elbio Fernández y preparatorio de arquitectura en el Instituto Alfredo Vásquez Acevedo (IAVA). Entre 1935 y 1941, estudió escultura y dibujo en el Círculo de Bellas Artes con Alberto José Savio, discípulo de Aristide Maillol. En 1941, ingresó a la Escuela de Artes Aplicadas y estudió escultura con Antonio Pena, Edmundo Prati y Federico Moller de Berg. En 1942 ingresó como alumno de cuarto año a la recién formada Escuela Nacional de Bellas Artes y asistió al taller del escultor Severino Pose. A finales de 1942 ingresó al Taller de Joaquín Torres García como alumno directo hasta la muerte del maestro en 1949.
En 1947 realizó su primera exposición individual como miembro del Taller Torres García en el Club Tacuarembó (Tacuarembó).
Entre 1944 y 1953 trabajó como profesor de dibujo en el Liceo Departamental de Tacuarembó. Entre 1954 y 1957, como profesor de dibujo en la Escuela Industrial de San Ramón Canelones.
En 1964 se casó con Ida Holz. 
En 1969 cofundó junto al profesor Jonio Montiel el TEAP (Taller de Artes Plásticas)donde se impartieron cursos teóricos prácticos de pintura y grabado. Estudió grabado en punta seca con Carmen Portela. Pionero en la ilustración del poema de la épica gaucha Martín Fierro de José Hernández
En 1969 obtuvo por concurso, la beca concedida por la Unión de Artistas Plásticos de la R.D.A. para estudiar y trabajar en la Escuela Superior de Arte de Berlín donde el Profesor Arno Mohr fue su mentor en los estudios de grabado.
En 1976 partieron al exilio en México durante 11 años. Anhelo trabajó como portadista para Siglo XXI Editores.
De 1983 a 1987 asume como profesor de la División de Postgrado de la Escuela Nacional de Artes Plásticas, UNAM, México.
En 1989 ingresó por concurso como profesor Grado 5 al Taller Fundamental de Libre Orientación de Estética Pedagógica del Instituto Escuela Nacional de Bellas Artes – IENBA, Montevideo.
Fue invitado a participar como jurado en varias bienales internacionales y nacionales de grabado; Salón Nacional de Artes Plásticas del IENBA, a participar de mesas redondas y a dictar conferencias y seminarios sobre temas de su especialidad en la Universidad Autónoma de México, la Escuela Nacional de Artes Plásticas de México, la Universidad Autónoma de Puebla en México, en el Museo Torres García en Montevideo y en la Asociación de Psicoanalistas del Uruguay, entre otros. En 2003 recibió el Premio Figari a la trayectoria. El 2 de diciembre de 2005 fue declarado Ciudadano Ilustre por la Junta Departamental de Montevideo.
Escribió varios ensayos sobre artistas uruguayos y mexicanos, entre ellos: Joaquín Torres García, Augusto Torres, Eva Díaz, Francisco Matto, Myrna Soto; así como múltiples artículos y ensayos sobre teoría y prácticas artísticas. Dejó un escrito, "Las miradas" inédito, de dedicación total para la Universidad de la República.
Su última gran exposición fue en agosto de 2008 en el Museo Nacional de Artes Visuales de Montevideo "Antológica. Anhelo Hernández" donde se expusieron numerosas pinturas, estampas digitales, aguafuertes y documentos.
Falleció en Montevideo el 11 de marzo de 2010.
Poseen obras suyas Museo Nacional de Artes Visuales, Museo Histórico Nacional, Colección del Senado de la República, Museo Juan Manuel Blanes y Museo Municipal de San José, así como el Museo Pushkin de Moscú y el Hermitage de Leningrado e importantes colecciones particulares.[cita requerida]

## Reconocimientos
- 2009. Morosoli de Oro, Fundación Lolita Rubial. Minas, Lavalleja, Uruguay.[1]
- 2005. Es nombrado Ciudadano Ilustre de Montevideo por la Junta Departamental de Montevideo.
- 2003. Premio Figari. Banco Central del Uruguay. Novena Edición.
- 2001. Premio Morosoli Pintura. Fundación Lolita Rubial. Minas, Lavalleja, Uruguay.
- 1997. El Ministerio de Educación y Cultura, Ministro Samuel Lichtensztejn, Declara de Interés Ministerial la Exposición de A. Hernández que se realizará en julio de 1998 en el Museo Universitario Contemporáneo de Arte de la Universidad Autónoma de México.
- 1979. Premio Único. Concurso Internacional “Dibujo y Poesía sobre Danza”. Taller Coreográfico UNAM. Dibujos premiados son editados en el libro Elogio de la danza. Difusión Cultural, UNAM. México DF.
- 1969. Primer lugar en el Concurso de la Unión de Artistas Plásticos del Uruguay. Beca de la Escuela Superior de Arte Weisensee, Berlín. RDA
- 1964. Primer Premio por la Serie de Litografías “A las puertas del Infierno” Comisión de Artes y Letras, Punta del Este, Maldonado, Uruguay.
- 1963. Premio Cámara de Senadores XXVII Salón Nacional de Artes Plásticas. Obra “Feria” Uruguay.
- 1961. Premio Adquisición XIII Salón Municipal de Artes Plásticas. Obra “Retrato de Chiqui” Uruguay.
- 1960. Premio Retrato XXIV Salón Nacional de Artes Plásticas. Obra “Graciela” Óleo. Uruguay.
- 1960. Premio Adquisición Cámara de Representantes V Salón San José -Obra “Calle Cerrito, día gris” Uruguay.
- 1959. Premio Nacional Retrato. XXIII Salón Nacional de Artes Plásticas. Obra “Estudiante de Bellas Artes” Óleo y “Montevideo” Óleo. Uruguay.
- 1959. Segundo premio Dibujo y Grabado. XXIII Salón Nacional de Artes Plásticas. Obra “La lectora” zincografía. //“Calle Cerrito, día gris” zincografía. Uruguay.
- 1958. Segundo Premio. Concurso de Pintura Histórica organizado por Concejo Departamental de Montevideo. Uruguay.
- 1958. Segundo Premio XXII Salón Nacional de Artes Plásticas. Obra “Suburbana” Zincografía. Uruguay.
- 1957. Segundo Premio - XXI Salón Nacional de Ates Plásticas. Obra “Cadáveres hacinados” Litografía. Óleo “Recuerdo de Orvietto” Uruguay.(Esta última obra integrará la colección del Presidente de la República, General Alfredo Baldomir)
- 1957.  Premio Adquisición IX Salón Municipal de Artes Plásticas. Obra Retrato “Graciela” Óleo. Uruguay.
- 1956. Mención I Salón Universitario de Arte. San José. Obra “Retrato de la abuela” Uruguay.
- 1956. Premio Adquisición - VIII Salón Municipal de Artes Plásticas. Obra Retrato óleo. Uruguay. Obra: Moriana, en el Museo Juan Manuel Blanes.
- 1956. Premio Adquisición - VIII Salón Municipal de Artes Plásticas. Obra “Lavandera” Litografía. Montevideo, Uruguay. Obra: Paisaje de Siena, para ser obsequiado por la Comuna Montevideana a la Comuna de Salto en celebración de la fundación de esa ciudad. El Jurado encarece en actas la adjudicación de su grabado” La lavandera”.
- 1956. Premio Retrato - XX Salón Nacional de Artes Plásticas. Obra “Retrato de la Sra. M. V.” Óleo. Uruguay.
- 1954. Premio Retrato - XVIII Salón Nacional de Artes Plásticas. Obra “Retrato de la Sra. M. V.” Óleo. Uruguay.
- 1953. Primer Premio. Concurso de Enseñanza Secundaria para Retrato Oficial de José Artigas.
- 1952. Premio V Salón de Artistas Plásticos del Interior, del Ministerio de Instrucción Pública a la mejor obra(Por Tacuarembó, óleo “Piazza Escedra Roma” Ciudad de Trinidad. Uruguay.
- 1949. Segundo Premio Mural para Palacio de la Luz (en colaboración con Jonio Montiel)